# Sing Along with Acid House Kings
Sing Along with Acid House Kings är Acid House Kings' fjärde studioalbum, utgivet 2005. I Sverige utgavs skivan den 20 april av Labrador på CD och LP, i USA av Twentyseven Records på CD och i Spanien på CD av Green Ufos.
Skivan föregicks av EP-skivan Do What You Wanna Do (2005), på vilken låtarna "Do What You Wanna Do" och "This Heart Is a Stone" fanns med. Två år senare, 2007, släpptes EP-skivan Everyone Sings Along with Acid House Kings, på vilken bandet låter andra artister tolka några av låtarna på Sings Along with Acid House Kings.
Den svenska utgåvan kom med en DVD-film med karaoke-versioner av skivans låtar. Vinylutgåvan hade tre bonusspår. Dessa spår fanns med på redan nämnda EP Do What You Wanna Do. Utöver denna EP släpptes även låten "7 Days" som digital singel.

## Låtlista

### CD-utgåvan
| Nr  | Titel                              | Längd |
| --- | ---------------------------------- | ----- |
| 1.  | That's Because You Drive Me        | 3:00  |
| 2.  | Do What You Wanna Do               | 3:07  |
| 3.  | This Heart Is a Stone              | 3:03  |
| 4.  | London School of Economics         | 2:17  |
| 5.  | 7 Days                             | 3:09  |
| 6.  | I Write Summer Songs for No Reason | 2:55  |
| 7.  | Tonight Is Forever                 | 3:08  |
| 8.  | The Saturday Train                 | 2:59  |
| 9.  | Sleeping                           | 2:28  |
| 10. | Will You Love Me in the Morning?   | 2:49  |
| 11. | A Long Term Plan                   | 3:47  |
| 12. | Wipe Away Those Tears              | 2:52  |

### LP-utgåvan
| Nr  | Titel                              | Längd |
| --- | ---------------------------------- | ----- |
| 1.  | That's Because You Drive Me        | 3:00  |
| 2.  | Do What You Wanna Do               | 3:07  |
| 3.  | This Heart Is a Stone              | 3:03  |
| 4.  | London School of Economics         | 2:17  |
| 5.  | 7 Days                             | 3:09  |
| 6.  | I Write Summer Songs for No Reason | 2:55  |
| 7.  | Tonight Is Forever                 | 3:08  |
| 8.  | The Saturday Train                 | 2:59  |
| 9.  | Sleeping                           | 2:28  |
| 10. | Will You Love Me in the Morning?   | 2:49  |
| 11. | A Long Term Plan                   | 3:47  |
| 12. | Wipe Away Those Tears              | 2:52  |
| 13. | Come Josephine                     |       |
| 14. | Drama Inside                       |       |
| 15. | The Camera                         |       |

## Personal
- Johan Angergård - gitarr, bas, keyboards, bakgrundssång
- Niklas Angergård - sång, gitarr, keyboards
- Thomas Eberger - mastering
- Anders-Petter Kjellgren - trumpet
- Julia Lannerheim - sång
- Joakim Ödlund - gitarr

## Mottagande

### Sverige
I Sverige fick skivan överlag ett gott mottagande och snittar på 3,8/5 på Kritiker.se, baserat på sex recensioner. Expressen, Helsingborgs Dagblad och Musiklandet gav alla betyget 4/5, Svenska Dagbladet 4/6, Metica 9/10 och Nöjesguiden 3/5.

### Internationellt
Allmusic gav 4,5/5 i betyg. Recensenten Tim Sendra skrev "The album is thrilling in a low-key and sweet manner, filled with songs that you'll be humming for weeks."
Pitchfork gav betyget 7,7/10. 

### Fotnoter
1. 1 2  ”Sing Along with Acid House Kings”. Discogs.com. http://www.discogs.com/Acid-House-Kings-Sing-Along-With-Acid-House-Kings/release/1601035. Läst 2 mars 2012.
2. 1 2  ”Acid House Kings”. Labrador. Arkiverad från originalet den 25 februari 2012. https://web.archive.org/web/20120225231101/http://www.labrador.se/releases/ahk.php3. Läst 2 mars 2012.
3. ↑  ”Sing Along with Acid House Kings”. Kritiker.se. http://kritiker.se/skivor/recension/?skiva=Acid_House_Kings__-__Sing_Along_With_Acid_House_Kings. Läst 2 mars 2012.
4. ↑  Sendra, Tim. ”Sing Along with Acid House Kings”. Allmusic.com. http://www.allmusic.com/album/sing-along-with-acid-house-kings-r801946. Läst 2 mars 2012.
5. ↑  Howe, Brian (28 november 2005). ”Sing Along with Acid House Kings”. http://pitchfork.com/reviews/albums/490-sing-along-with-acid-house-kings/. Läst 2 mars 2012.